# جشن فانوس

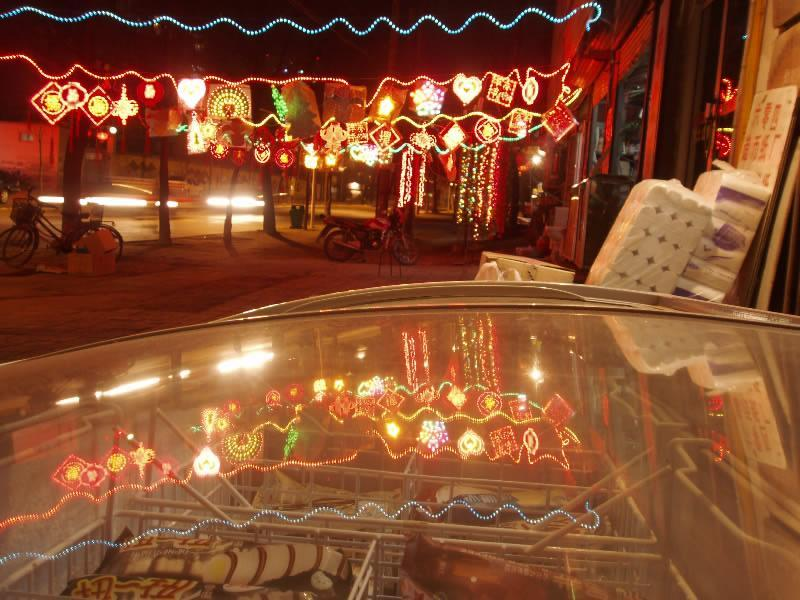
جشن فانوس در شهر شیجیاژوانگ

جشن فانوس، جشن سنتی چین است که در روز پانزدهم نخستین ماه سال قمری در گاهشماری چینی جشن گرفته می‌شود؛ این جشن نمایانگر پایان جشن های سال نو است، و آماده‌سازی برای آن از روز دهم سال نو آغاز می‌شود. در این روز در بین چینی‌ها مرسوم است که ردیف‌هایی از شمع را در جلوی خانه‌هایشان روشن می‌کنند و هنگام شب، فانوس در دست، مسیر می‌پیمایند. در گذشته، فانوس‌ها ساده بودند و تنها امپراتوران و اشراف، فانوس‌های آراسته و بزرگ داشتند؛ در سال‌های اخیر، فانوس‌ها با طرح‌های جدید و متنوع تزیین می‌شوند؛ مثلاً فانوس‌هایی به شکل جانوران مرسوم است. ریشه این جشن به امپراتوری هان و بیش از ۲۰۰۰ سال پیش بازمیگردد.